# Роб Томас
Роб Томас (на английски: Rob Thomas) е американски сценарист, филмов продуцент и писател на бестселъри в жанра юношески роман и научна фантастика. Пише и под псевдонима Евърет Оуенс (на английски: Everett Owens).

## Биография и творчество
Роб Томас е роден на 15 август 1965 г. в Сънисайд, Вашингтон, САЩ. Когато е на 10 г. семейството му се премества с Тексас. Завършва гимназията „Сан Маркос“ през 1983 г. и заминава за Християнския университет в Тексас със спортна стипендия по американски футбол. Завършва Университета на Тексас в Остин през 1987 г. с бакалавърска степен по история.
В периода 1988 – 1994 г. е учител по журналистика в гимназия „Джон Маршъл“ в Сан Антонио, Тексас, и е съветник на студентското списание на Университета на Тексас в Остин. Едновременно с това, от средата на 80-те до началото на 90-те, е бас-китарист в групите „Public Bulletin“, „Hey Zeus“ и „Black Irish“. От август 1993 г. до юни 1995 г. работи за новинарския „Канал 1“ в Лос Анджелис, Калифорния.
Отивайки в меката на киното започва да пише сценарии и юношески романи. Първият му роман „Rats Saw God“ е публикуван през 1996 г. В периода 1997 – 1999 г. пише фантастика под псевдонима Евърет Оуенс.
През 1998 г. започва да работи като продуцент на сериала „Cupid“. Добива голяма популярност с младежкия сериал „Вероника Марс“.
Роб Томас живее със семейството си в Лос Анджелис, Калифорния.

## Произведения

### Като Роб Томас

#### Самостоятелни романи
- Rats Saw God (1996)
- Slave Day (1997)
- Satellite Down (1998)
- Green Thumb (1999)

#### Серия „Вероника Марс“ (Veronica Mars)
1. Veronica Mars: The Thousand-Dollar Tan Line (2014)

#### Сборници
- Doing Time: Notes from the Undergrad (1997)
- The Case Files of Veronica Mars: Book One (2007)
- The Case Files of Veronica Mars: Book Two (2007)

#### Пиеси и сценарии
- Drive Me Crazy: Screenplay (1999)

#### Филмография
- Space Ghost Coast to Coast (1996) – ТВ сериал, автор, епизод „Explode“
- Dawson's Creek (1998) – ТВ сериал, писател
- Cupid (1998 – 1999) – ТВ сериал, автор, изпълнителен продуцент
- Fortune Cookie (1999) – писател
- Drive Me Crazy (1999) – сценарист
- Metropolis (2000) – ТВ филм, изпълнителен продуцент
- Вероника Марс, Veronica Mars (2004 – 2007) – ТВ сериал, автор, изпълнителен продуцент, режисьор
- 90210 (2008) – автор
- Party Down (2009 – 2010) – ТВ сериал, автор, изпълнителен продуцент
- Cupid (2009) – автор, изпълнителен продуцент
- Good Behavior (2009) – писател, изпълнителен продуцент
- Plymouth Rock (2010) – автор, писател, изпълнителен продуцент
- iZOMBIE (2014) – продуцент
- Veronica Mars (2014) – писател, режисьор

### Като Евърет Оуенс

#### Самостоятелни романи
- Out of My League (1998)

#### Участие в общи серии с други писатели

##### Серия „Досиетата Х – юношеска серия“ (X-Files / young adult novels)
7. Control (1997)
Контрол, изд. „Жар – Жанет Аргирова“ (1999), прев. Василена Сиракова, Мария Радулова
11. Howlers (1998)
14. Regeneration (1999)
от серията има още 13 романа от различни автори